# Alfred von Kiderlen-Waechter
Alfred von Kiderlen-Waechter (Stoccarda, 10 luglio 1852 – Stoccarda, 30 dicembre 1912) è stato un politico e diplomatico tedesco.
Sostituì il Ministro degli esteri in carica durante la Crisi bosniaca (1908-1909) e fu Ministro degli esteri dal 1910 al 1912. È considerato uno dei massimi responsabili della Crisi di Agadir (1911) che portò la Germania ad una grave tensione politica con Francia e Gran Bretagna.

## Ascesa

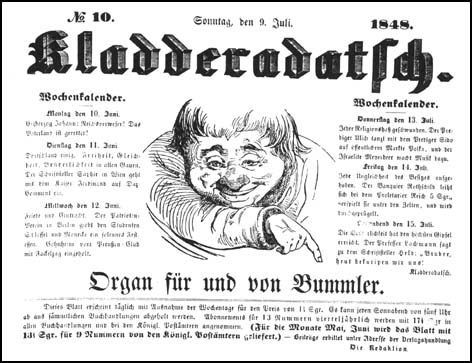
Una copia del giornale satirico tedesco Kladderadatsch

Dopo aver partecipato come volontario alla Guerra franco-prussiana ed aver compiuto studi di Giurisprudenza, Alfred von Kiderlen-Waechter, divenne Consigliere referendario al Ministero degli Esteri tedesco nel 1888.
Si avvalse spesso di influenti conoscenze. Nel 1889 godeva della fiducia di Otto von Bismarck, era amico del figlio Herbert, con cui aveva prestato servizio presso l'ambasciata tedesca di San Pietroburgo, ed era seguace di Friedrich August von Holstein, l'”eminenza grigia” dell'alta politica tedesca.

Fu per diversi anni rappresentante del Ministero degli Esteri presso Guglielmo II, incarico che gli consentì di essere a contatto con il Kaiser molto spesso, specie durante i suoi numerosi viaggi.
Dopo la caduta di Bismarck, il nuovo cancelliere Leo von Caprivi, per carattere, mantenne un certo distacco con l'Imperatore. Si serviva però di intermediari come Kiderlen, che andavano acquisendo un'influenza su Guglielmo II di fatto sproporzionata alla posizione che occupavano.

Kiderlen si trovò anche coinvolto in qualcuno dei numerosi scandali che investivano la corte e i politici tedeschi in quegli anni. Fu costretto a battersi con il direttore del giornale Kladderadatsch che aveva lanciato attacchi contro di lui, Holstein e Philipp Eulenburg. Le accuse erano di manovre e intrighi per i quali Guglielmo vietò di prendere provvedimenti nel timore di ulteriori scandali.
Nel 1895, l'amicizia fra Kiderlen e Guglielmo II terminò del tutto. La causa furono alcune lettere sarcastiche scritte da Kiderlen durante i viaggi con il Kaiser che avevano probabilmente quest'ultimo come oggetto. Quell'anno Kiderlen ebbe un incarico diplomatico a Copenaghen e, nel 1900, grazie al nuovo cancelliere Bernhard von Bülow fu trasferito, come ambasciatore, in quella che riteneva una sede più piacevole e movimentata: Bucarest.

## La Crisi bosniaca
Nel 1908, a causa delle conseguenze istituzionali del caso Daily Telegraph che coinvolsero Bülow, il  Reichstag e Guglielmo II, il ministro degli Esteri in carica Wilhelm von Schoen prese un periodo di riposo. In questa difficile situazione  Bülow ritenne opportuno richiamare da Bucarest Kiderlen affidandogli la direzione provvisoria del Ministero degli Esteri.
Durante la Crisi bosniaca, scoppiata nello stesso anno per l'annessione austriaca della Bosnia, Kiderlen contribuì molto ad irrigidire la posizione di Bülow. Fu Kiderlen infatti a redigere il cosiddetto "ultimatum della Germania" che, trasmesso il 21 marzo 1909, portò alla resa diplomatica della Russia e quindi alla vittoria politica dell'Austria. Suo consigliere in quei momenti critici fu ancora Holstein, ormai in fin di vita.

## Ministro degli Esteri (1910-1912)
Dimessosi Bülow per le conseguenze del caso Daily Telegraph, nel giugno 1910, il cancelliere succedutogli, Theobald von Bethmann-Hollweg, convinse Guglielmo II a nominare Kiderlen Ministro degli esteri.

### La Crisi di Agadir
Con la spedizione verso Fez della primavera del 1911 la Francia diede la parola definitiva alla sua volontà di ridurre il Marocco ad un protettorato. Negli anni precedenti aveva ricevuto il nulla osta all'operazione sia dalla Gran Bretagna che dall'Italia. Ma sapeva bene, per la Crisi di Tangeri del 1905, che la Germania si sarebbe opposta.
La prima reazione tedesca non fu violenta. Kiderlen si limitò ad osservare che il fatto usciva dagli accordi della Conferenza di Algeciras e accennò alla possibilità di un'intesa con la Francia. In realtà questa apparente tranquillità dissimulava propositi che il ministro degli Esteri non era ancora riuscito a far prevalere presso Guglielmo II e Bethmann.

In un suo memoriale del 3 maggio al Kaiser, infatti, Kiderlen espose la sua politica di forza e di compensi. Il piano si basava sulla eventualità di occupare i porti marocchini di Agadir e Mogador (oggi Essaouira) e sulla convinzione che la Gran Bretagna si sarebbe disinteressata alla vicenda.

Il 21 maggio 1911 i francesi occuparono Fez. Kiderlen considerò giunto il momento di agire. Incontratosi con l'ambasciatore francese Jules Cambon convenne con lui che la Germania il compenso doveva trovarlo nel Congo francese. Cinque giorni dopo, il 26 giugno, ottenne il consenso di Guglielmo II all'azione, ma solo una delle quattro navi previste ebbe il tempo di raggiungere il Marocco.

Cominciarono le trattative fra Berlino e Parigi e Kiderlen, di fronte al rifiuto francese di fare un'offerta territoriale si decise, il 15 luglio, a chiedere allo stupito Cambon l'intero Congo francese. Questi escluse una cessione totale, e anche Guglielmo II proibì a Kiderlen passi che suonassero come una minaccia per la Francia.
Kiderlen tenne duro, ma l'intransigenza della Francia e soprattutto la discesa in campo, non prevista, della Gran Bretagna, scossero il prestigio del Ministro degli Esteri tedesco. Dopo le insistenze alla moderazione di Guglielmo II, il 2 agosto 1911, Kiderlen accettò la proposta di Cambon di «un gros morceau»  del Congo come base dei negoziati. Le trattative si protrassero per mesi e il 4 novembre la Germania, finalmente, si impegnò a disinteressarsi del Marocco in cambio di un riassestamento della sua colonia del Camerun che perdeva territori a nord e ne acquisiva, di più importanti, dal Congo francese. Tutta la vicenda portò ad un notevole rafforzamento dell'amicizia fra Gran Bretagna e Francia la cui stampa rilevò il ripiegamento tedesco dopo l'imprudente richiesta di tutto il Congo.

### Gli ultimi tempi
Nell'autunno del 1912 apparvero chiari i sintomi di una crisi nei Balcani. Kiderlen insistette con Bethmann affinché la Germania mettesse in chiaro che era obbligata a dare aiuto all'Austria solo nel caso di un attacco della Russia e che se Vienna, senza preavviso, si fosse lanciata in un'avventura balcanica, sarebbe rimasta sola.

D'altra parte, Kiderlen ricordò al Reichstag che la Germania non sarebbe potuta rimanere inerte qualora la sua unica alleata, l'Austria, si fosse trovata in difficoltà in una guerra contro la Russia. Egli quindi propose all'Intesa che le potenze intraprendessero un'azione comune per localizzare una eventuale crisi.
Cosciente di non stare bene e rassegnato a non vivere più a lungo, Kiderlen morì il 30 dicembre 1912 a Stoccarda di una crisi cardiaca, subito dopo che, ad un pranzo presso il Ministro della Baviera Karl Moy, aveva sorbito sei bicchieri di cognac. Gli succedette al Ministero degli Esteri Gottlieb von Jagow.